# Knut Höhler
Knut Höhler (* 7. Februar 1983 in Göttingen) ist ein deutscher Leichtathlet und Extrem-Hindernisläufer, der früher als Triathlet aktiv war. Seit 2010 gehört er zum Brooks Running Team und startet für die LG Olympia Dortmund.

## Werdegang
Knut Höhler besuchte das Felix-Klein-Gymnasium Göttingen.
Er war zunächst für mehrere Vereine, unter anderem Hannover 96, in der Triathlon-Bundesliga aktiv, bevor er sich fast ausschließlich Extrem-Hindernisläufen widmete. Im September 2006 wurde er Dritter beim Xterra UK Championship (Cross-Triathlon: 1,5 km Schwimmen, 30–40 km Mountainbike und 8–12 km Crosslauf).
Erstmals ging er 2008 beim zweiten StrongmanRun am Flughafen Niederrhein am Niederrhein an den Start. Auf dem ehemaligen Militärgelände überquerte er nach 1:12:03 h als erster Athlet die Ziellinie. Insgesamt waren über 4000 Läufer am Start und erreichten nach 16 km und 26 Hindernissen das Ziel. 2009 konnte er diesen Erfolg wiederholen. Auch beim polnischen Bieg Katorznika ging er an den Start. 2010 konnte Höhler beim StrongmanRun und beim Lake-Run am Möhnesee einen Sieg feiern.
2011 startete Höhler erstmals beim legendären Tough Guy Race in Wolverhampton. In der langjährigen Geschichte des Laufs war es bis dahin keinem Ausländer gelungen, dieses Rennen für sich zu entscheiden. Nach 1:11:34 Stunden und mit vier Minuten Vorsprung erreichte Höhler das Ziel. Nach dem Lauf war er zu Gast bei TV Total mit Stefan Raab.
2012 nahm Höhler erneut am „Tough Guy Race“ teil. Trotz einer blutenden Kopfverletzung kam er nach 1:11:50 h erneut als Erster ins Ziel. Dort musste die Wunde mit neun Stichen genäht werden.
Nur eine Woche später startete Knut Höhler bei der Premiere der Indoor Trail in den Dortmunder Westfalenhallen. Ein Magen-Darm-Virus schwächte den Medizinstudenten allerdings, so dass er nur auf Rang zwei landete. Nachdem er 2011 nur Dritter beim StrongmanRun wurde, eroberte er 2012 den Titel zurück. Knapp 11.000 Läufer gingen beim größten Hindernislauf der Welt an den Start. Nach 1:38:14 h und mit über einer Minute Vorsprung kam Höhler als Erster ins Ziel. 2012 wurde er auch Dritter bei Gettingtough – The Race. und siegte im Januar zum dritten Mal in Folge beim britischen Tough Guy. Beim StrongmanRun 2013 schied er verletzungsbedingt aus.
Im Januar 2013 kandidierte er in der Fernsehshow Alle auf den Kleinen, bei der er gegen Oliver Pocher antrat. Er konnte ihn schlagen und somit 80.000 Euro gewinnen.
Knut Höhler absolvierte in Göttingen ein Medizinstudium, das er 2012 abschloss. Die Weiterbildung zum Facharzt für Unfallchirurgie und Orthopädie absolvierte er an der Universitätsmedizin Göttingen. Er arbeitet als niedergelassener Orthopäde.

## Sportliche Erfolge
| Datum/Jahr    | Rang | Wettbewerb                                   | Austragungsort      | Zeit     | Bemerkung                                            |
| ------------- | ---- | -------------------------------------------- | ------------------- | -------- | ---------------------------------------------------- |
| 20. Okt. 2013 | 1    | StrongmanRun                                 | Differdange         | 01:41:37 | vierter Sieg                                         |
| Jan. 2012     | 3    | Gettingtough – The Race                      | Rudolstadt          | 02:08:03 | 24 km mit über 1000 hm, sowie über 100 Hindernissen  |
| Jan. 2012     | 1    | Tough Guy Race                               | Wolverhampton       | 01:11:50 |                                                      |
| 17. Apr. 2011 | 3    | StrongmanRun                                 | Nürburgring         |          | zwei Runden zu 9,8 km mit insgesamt 28 Hindernissen  |
| 2011          | 1    | Tough Guy Race                               | Wolverhampton       | 01:11:34 |                                                      |
| 18. Apr. 2010 | 1    | StrongmanRun                                 | Weeze               | 01:42    | zwei Runden zu 9 km mit insgesamt 28 Hindernissen    |
| 29. März 2009 | 1    | StrongmanRun                                 | Weeze               | 01:33:54 | zwei Runden zu 9 km mit insgesamt 32 Hindernissen    |
| 8. März 2008  | 6    | Deutsche Leichtathletik-Meisterschaften 2008 | Ohrdruf             | 34:33    | Crosslauf Mittelstrecke – 3,6 km, Mannschaftswertung |
| 13. Apr. 2008 | 1    | StrongmanRun                                 | Weeze               | 01:12:01 | zwei Runden zu 8 km mit insgesamt 26 Hindernissen    |
| 3. Sep. 2006  | 3    | Xterra Cross Triathlon UK Championships      | Neath Valley, Wales |          |                                                      |

(DNF – Did Not Finish)